# Charles Jennens
Charles Jennens (1700–20 de noviembre de 1773): Mecenas de las artes y terrateniente inglés. Amigo de Georg Friedrich Händel con quien colaboró trabajando en los libretos de varios de sus oratorios, especialmente El Mesias.

## Vida

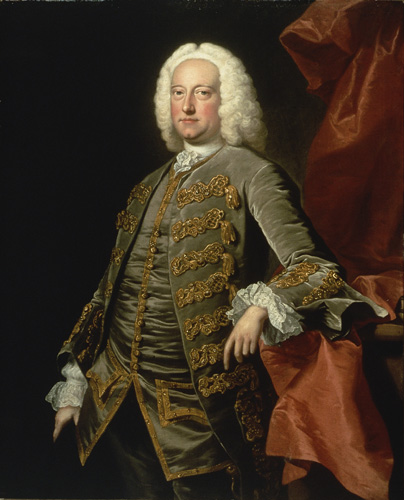
Charles Jennens, por el pintor Thomas Hudson. El retrato de la ficha de persona es del pintor Mason Chamberlin el viejo.

Jennens creció en Gopsall Hall, Leicestershire, hijo de Charles Jennens y de su segunda esposa, Elizabeth Burdett. Fue educado en Balliol College, Oxford, matriculándose en 1716, pero no se le permitió graduarse por ser Non-Juror, esto es, defensor de la legitimidad de la derrocada dinastía Estuardo. Devoto Cristiano, se interesó por el "cristianismo primitivo" y por San Juan Crisóstomo, además de rechazar el deismo. Muy influido por la obra de Richard Kidder, A Demonstration of the Messias (El Mesías demostrado).
Una vez frallecido su padre en 1747, Jennens procede a recosntruir completamente la gran mansión familiar, Gopsall Hall, al estilo palladiano. Incluso erigió un templo jónico, dentro de la finca, en memoria de su amigo, el poeta y erudito clásico, Edward Holdsworth. Soltero empedernido, melancólico y extravagante, sus vecinos le apodaban Suleyman el Magnífico. Como Non-juror, Jennens no podía optar a cargo público alguno, así que se dedicó a las artes tanto como coleccionista de obras de arte (su colección era una de las mejores en Gran Bretaña en ese momento) como mecenas de la música. Trabó una gran amistad con Handel cuyas composiciones musicales eran muy de su agrado. Händel visitaba con frecuencia Gopsall Hall, casa para la que en 1749 aconsejó a Jennens sobre los la adquisición de un determinado órgano.  El retrato de Händel hecho por el pintor Thomas Hudson fue un encargo de Jennens, y el retrato de Charles Jennens también pintado por Hudson se encuentra hoy en el Handel House Museum de Londres.
Después de su muerte, la prima segunda de Jennens, Heneage Finch, tercera condesa de Aylesford, heredó su biblioteca de música, gran parte de la cual se conserva en la Biblioteca Musical Henry Watson de la Biblioteca Central de Manchester. Contiene una gran colección de manuscritos y música publicada por Händel y otros músicos contemporáneos, tanto ingleses como italianos; hay 368 volúmenes de manuscritos de Händel, y otros incluyendo el manuscrito de las sonatas para violín "Manchester" de Antonio Vivaldi y uno de los primeros manuscritos de Las Cuatro Estaciones. Su gran colección de libros de William Shakespeare sobre literatura, filología y teología se dispersó cuando se vendió en 1918.

## Colaboración con Händel
El profundo conocimiento de Jennens de la Biblia y su amplio interés literario le llevaron, desde 1735, a colaborar en los libretos de Händel. Estos incluyeron a Saúl (1735–39), L'Allegro, il Penseroso ed il Moderato (1740–41), Mesías (1741–42), Belsasar (1744–45) y, posiblemente, Israel en Egipto (1738–39). Los libretos se dieron gratuitamente y siempre se publicaron de forma anónima. Se dice que Saúl y Belsasar "muestran un don impresionante para una estructura y caracterización dramáticas y la capacidad de manejar analogías políticas con destreza".
Muy versado en música y literatura, realizó sus copias de las óperas de Händel agregando correcciones, bajo cifrado, rechazando piezas y tiempos. También está claro que ocasionalmente Handel aceptaba las sugerencias y mejoras aportadas por Jennens a sus composiciones.
Su colaboración más importante fue libreto para el Mesías, tomado enteramente de la Biblia, alrededor del 60 por ciento del Antiguo Testamento (con pequeñas modificaciones). El musicólogo Watkins Shaw lo describe como "una meditación de nuestro Señor como Mesías en el pensamiento y las creencias cristianas", y que "es poco menos que la obra de un genio". Algunos atribuyen el énfasis del Mesías en el Antiguo Testamento, y la elección del título del Antiguo Testamento "Mesías" - a los conocimientos de teología de Jennens. Jennens estaba cerca de ser un experto músico, según se deduce de una carta suya a Edward Holdsworth:
"Te mostraré una colección que le di a Händel, llamada Mesías, que valoro mucho. Lo ha entretenido bien, aunque no tan bien como podría y debería haberlo hecho. Con gran dificultad le hice corregir algunas de las faltas más graves de la composición; pero mantuvo su overtura tercamente, en la que hay algunos pasajes muy indignos de Handel, pero mucho más indignos del Mesías"

## Editor de Shakespeare
A principios de la década de 1770, Jennens comenzó la preparación de una cuidadosa edición crítica de las obras de William Shakespeare, que era la primera vez que se publicaban por separado y con notas editoriales. Completó el Rey Lear, Hamlet, Othello, Macbeth y Julio César antes de su muerte en 1773. Tal vez por envidia, el editor de Shakespeare, George Steevens, valoró despectivamente las publicaciones de Jennens a quien también atacó por su carácter: "El principal error de la vida del Sr. Jennens consistió en su asociación perpetua con un conjunto de hombres en todos los sentidos inferiores a él. De esta manera perdió todas las oportunidades de mejora, pero obtuvo lo que prefería a las más altas gratificaciones de la sabiduría: halagos en exceso ".

## Familia
Charles Jennens era nieto del comerciante metalúrgico de Birmingham, Sir Humphrey Jennens, de Eddington Hall, Warwickshire. El primer primo de Charles Jennens, William Jennens, fue descrito como el "plebeyo más rico de Inglaterra" cuando murió soltero e intestado con una fortuna estimada en 2 millones de libras (equivalentes a £ 230 millones de 2015). A su vez, la propia fortuna de Charles Jennens fue heredada por su hermana Elizabeth Jennens Hanmer (1692-1777). La hija de Elizabeth, Esther Hanmer (1719-1764) casó con Assheton Curzon, primer vizconde Curzon quien, por parte de bisabuelo, James Hamilton, tercer duque de Abercornes, es antepasado directo de Diana, princesa de Gales.

## Otras lecturas
- Smith, Ruth (2012). Charles Jennens: The Man Behind Handel's Messiah. London: The Gerald Coke Handel Foundation. ISBN 978-0-9560998-2-2.
- Amanda Babington and Ilias Chrissochoidis, "Musical References in the Jennens–Holdsworth Correspondence (1729–46)," Royal Musical Association Research Chronicle 45:1 (2014), 76–129.